# Jean-Jacques Schleret
Jean-Jacques Schleret, né le 16 octobre 1935 à Strasbourg et mort le 1er juin 2013 à Schiltigheim est un historien français, spécialiste de la littérature policière et des séries télévisées.

## Biographie
Tout en travaillant à l'ORTF puis à TDF, il publie plusieurs études de référence avec Claude Mesplède et Jacques Baudou.
Son premier ouvrage Voyage au bout de la Noire (1982), écrit en collaboration avec Claude Mesplède, constitue le premier dictionnaire exhaustif sur la Série noire.
Il est membre de l’association 813 : les amis de la littérature policière et du jury du grand prix de littérature policière.

## Publications
- SN Voyage au bout de la noire, Futuropolis, 1982, (avec Claude Mesplède)
- SN Voyage au bout de la noire (additif mise à jour 1982-1985), Futuropolis, 1985, (avec Claude Mesplède)
- Le Vrai Visage du Masque, Volume 1, Futuropolis, 1984, (avec Jacques Baudou)
- Le Vrai Visage du Masque, Volume 2, Futuropolis, 1985, (avec Jacques Baudou)
- Les Métamorphoses de la chouette, Futuropolis, 1986, (avec Jacques Baudou)
- Les Feuilletons historiques de la télévision française, collection huitième art, NEO, 1992, (avec Jacques Baudou)
- Les Auteurs de la Série Noire, 1945-1995, collection Temps noir, Joseph K., 1996, (avec Claude Mesplède)
- Les Grandes séries américaines de 1970 à nos jours, collection huitième art, NEO, 1995, (avec Alain Carrazé)
- Merveilleux, Fantastique et Science fiction à la télévision française, collection huitième art, NEO, 1996, (avec Jacques Baudou)
- Le Polar, collection Guide Totem, Larousse, 2000, (avec Jacques Baudou)

## Distinctions
- Chevalier de l'ordre des Arts et des Lettres

## Sources
- Claude Mesplède (dir.), Dictionnaire des littératures policières, vol. 2 : J - Z, Nantes, Joseph K, coll. « Temps noir », 2007, 1086 p. (ISBN 978-2-910-68645-1, OCLC 315873361).